# Ian Porterfield
John „Ian“ Porterfield (* 11. Februar 1946 in Dunfermline; † 11. September 2007 in Farnham) war ein schottischer Fußballspieler und Fußballtrainer.

## Karriere

### Spielerkarriere
Porterfield begann seine Karriere bei den Raith Rovers in Schottland. 1967 wechselte er in den Süden zum FC Sunderland, mit Sunderland holte er den FA Cup im Jahr 1973. Dabei war Porterfield im FA-Cup-Finale im Londoner Wembleystadion der Torschütze zum entscheidenden 1:0 des damaligen Zweitligisten Sunderland gegen die hoch favorisierten Spieler von Leeds United. Nach zehn Jahren bei den Black Cats wurde er Spielertrainer bei Sheffield Wednesday. Den Trainerposten gab er ein Jahr später wieder auf.

### Trainerkarriere
Nach seinem Karriereende als Spieler wurde er zunächst Trainer bei Rotherham United. Nach einem Jahr in Rotherham, wurde er Trainer bei Sheffield United. Porterfield schaffte den Durchmarsch von der Vierten englischen Liga in die Zweithöchste englische Spielklasse. Er wurde 1986 entlassen. Von 1986 bis 1988 kehrte er in seine Heimat Schottland zurück und betreute den FC Aberdeen. Nach Aberdeen war er ein Jahr Co-Trainer beim FC Chelsea und für ein Jahr Trainer des FC Reading. Nach den Jahren 1991 bis 1993, wo er Cheftrainer der Blues war, ging er nach Asien bzw. Afrika, um dort den Fußball weiterzuentwickeln. Porterfield war Trainer von Sambia, Saudi-Arabien und Simbabwe. Im Januar 1996 kehrte er ins Vereinigte Königreich zurück und wurde Co-Trainer bei den Bolton Wanderers. Der Schotte wurde im Mai aufgrund eines Trinkskandals (Trunkenheit am Steuer) wieder entlassen und verließ seine Heimat in den Oman, um dort die Nationalmannschaft zu trainieren. Weiter trainierte er die Fußballnationalmannschaft von Trinidad und Tobago. 2003 wurde er Trainer von Busan I'Park in Südkorea, mit denen er südkoreanischer Pokalsieger wurde. Von April 2006 bis zu seinem Tode war der Schotte Trainer der armenischen Nationalelf.

### Erfolge
Als Spieler
- 1 × englischer Pokalsieger mit FC Sunderland (1973)

Als Trainer
- 1 × südkoreanischer Pokalsieger mit Busan I'Park (2004)

## Krankheit
Im März 2007 wurde bei Porterfield Darmkrebs diagnostiziert. Er starb am 11. September 2007 in einem Hospiz in Surrey. Porterfield hinterließ seine Frau Glenda.